# Scotoleon longipalpis
Scotoleon longipalpis är en insektsart som först beskrevs av Hagen 1888.  Scotoleon longipalpis ingår i släktet Scotoleon och familjen myrlejonsländor. Inga underarter finns listade i Catalogue of Life.